# V'la les Schtroumpfs
 (mai 2016).
Si vous disposez d'ouvrages ou d'articles de référence ou si vous connaissez des sites web de qualité traitant du thème abordé ici, merci de compléter l'article en donnant les références utiles à sa vérifiabilité et en les liant à la section « Notes et références ».
Pour plus de détails, voir Fiche technique et Distribution.
V'la les Schtroumpfs est un film d'animation américano-belge, réalisé par Peyo, William Hanna et Joseph Barbera, mettant en scène Les Schtroumpfs.